# Turks- og Caicosøernes kvindefodboldlandshold
Turks- og Caicosøernes kvindefodboldlandshold er det nationale kvindefodboldlandshold i Turks- og Caicosøerne som reguleres af Turks- og Caicosøernes fodboldforbund
Turks- og Caicosøerne var med i Gold Cup for første gang i 2006-mesterskabet. I forkvalificeringen fik Turks- og Caicosøerne en walkover eftersom at Bahamas trak sig. Turks- og Caicosøerne kom så i gruppe med Den dominikanske republik, Bermuda og De amerikanske jomfruøer. Turks- og Caicosøerne tabte samtlige kampe, men resultaterne var ikke så slemme.
Turks- og Caicosøerne stillede ikke op til kvalificeringen til OL. I Gold Cup i 2010 stillede Turks- og Caicosøerne op i kvalificeringsgruppen mod Den dominikanske republik og Haiti. Turks- og Caicosøerne tabte begge kampe, men tabet mod Den dominikanske republik var blevet reduceret fra 0-5 til 1-3.

## Resultater

### VM
| World Cup Finals | World Cup Finals       | World Cup Finals | World Cup Finals | World Cup Finals | World Cup Finals | World Cup Finals | World Cup Finals | World Cup Finals | World Cup Finals |
| År               | Resultat               | GP               | W                | D*               | L                | GF               | GA               | GD               |                  |
| ---------------- | ---------------------- | ---------------- | ---------------- | ---------------- | ---------------- | ---------------- | ---------------- | ---------------- | ---------------- |
| 1991             | Deltog ikke            | -                | -                | -                | -                | -                | -                | -                |                  |
| 1995             | Deltog ikke            | -                | -                | -                | -                | -                | -                | -                |                  |
| 1999             | Deltog ikke            | -                | -                | -                | -                | -                | -                | -                |                  |
| 2003             | Deltog ikke            | -                | -                | -                | -                | -                | -                | -                |                  |
| 2007             | Kvalificerede sig ikke | -                | -                | -                | -                | -                | -                | -                |                  |
| 2011             | Kvalificerede sig ikke | -                | -                | -                | -                | -                | -                | -                |                  |
| 2015             | Endnu ikke fastlagt    | -                | -                | -                | -                | -                | -                | -                |                  |
| Total            | 0/6                    | -                | -                | -                | -                | -                | -                | -                |                  |

*Omfatter kampe vundet på straffespark.

### CONCACAS
| Women's Gold Cup | Women's Gold Cup       | Women's Gold Cup | Women's Gold Cup | Women's Gold Cup | Women's Gold Cup | Women's Gold Cup | Women's Gold Cup | Women's Gold Cup | Women's Gold Cup |
| År               | Resultat               | GP               | W                | D*               | L                | GF               | GA               | GD               |                  |
| ---------------- | ---------------------- | ---------------- | ---------------- | ---------------- | ---------------- | ---------------- | ---------------- | ---------------- | ---------------- |
| 1991             | Deltog ikke            | -                | -                | -                | -                | -                | -                | -                |                  |
| 1993             | Deltog ikke            | -                | -                | -                | -                | -                | -                | -                |                  |
| 1994             | Deltog ikke            | -                | -                | -                | -                | -                | -                | -                |                  |
| 1998             | Deltog ikke            | -                | -                | -                | -                | -                | -                | -                |                  |
| 2000             | Deltog ikke            | -                | -                | -                | -                | -                | -                | -                |                  |
| 2002             | Deltog ikke            | -                | -                | -                | -                | -                | -                | -                |                  |
| 2006             | Kvalificerede sig ikke | -                | -                | -                | -                | -                | -                | -                |                  |
| 2010             | Kvalificerede sig ikke | -                | -                | -                | -                | -                | -                | -                |                  |
| Total            | 0/8                    | -                | -                | -                | -                | -                | -                | -                |                  |

*Omfatter kampe vundet på straffespark.